# 八田真理子
八田 真理子（はった まりこ、1965年7月5日 - ）は、日本の産婦人科医。千葉県松戸市出身。聖順会ジュノ・ヴェスタクリニック八田院長。
日本産科婦人科学会専門医・ヘルスケアアドバイザー、母体保護法指定医師、日本女性医学学会専門医、日本医師会認定健康スポーツ医、日本スポーツ協会公認スポーツドクターの他、学校医やNPO法人理事などを務める。

## 来歴
産婦人科の勤務医であった父親のもと、東京都新宿区に生まれた。
1990年、聖マリアンナ医科大学医学部を卒業。順天堂大学医学部附属順天堂医院、千葉大学医学部附属病院、松戸市立総合医療センター産婦人科勤務（医長）を経て、1998年に父親が松戸市に開業していた八田産婦人科を継ぎ、聖順会ジュノ・ヴェスタクリニック八田と改名した。
研修医時代に出会った医師の男性と結婚し、「夫婦別姓」や「子どもがいない人生」を自分たちで選択した。
産婦人科医として1日に80人以上の患者を診察する傍ら、千葉県内の多くの学校から招かれて性教育の授業を行い、女性のためのヘルスケアにも力を注ぐ。

## 受賞
- 2018年11月 恩賜財団母子愛育会 会長賞[4][8]
- 2019年11月 健やか親子21 厚生労働大臣賞[4][8]

## 著書
- 『自分でできる! 女性ホルモン高めかた講座』（2012年8月、PHP研究所）ISBN 978-4569804699
- 『産婦人科医が教えるオトナ女子に知っておいてほしい大切なからだの話』（2018年2月、アスコム）ISBN 978-4776209546
- 『思春期女子のからだと心 Q&A』（2020年11月、労働教育センター）ISBN 978-4845008667

### 監修
- 『ハピちつ HAPPY ちつ LIFE』（2018年5月、光文社）ISBN 978-4334950293